# Anna Martens
Anna Martens (* 12. Juni 1878 in Eiding, Gemeinde Burhave, Großherzogtum Oldenburg; † 7. April 1964 in Oldenburg, Niedersachsen) war eine deutsche Landschaftsmalerin und Grafikerin.

## Leben
Martens, Tochter des Bauern Heinrich Adolf Martens (1843–1932) und dessen Ehefrau Johanne Sophie Martens, geb. Francksen (1854–1917), wuchs auf dem elterlichen Hof in Eiding auf und besuchte in Burhave eine Privatschule, wo sie eine ausgeprägte Neigung zum Zeichnen und Malen zeigte. Nachdem ihre Familie 1904 nach Oldenburg umgezogen war, erhielt sie Malunterricht beim Landschaftsmaler Gerhard Bakenhus, einem Schüler von Gustav Schönleber in Karlsruhe. 1906 ging Anna Martens nach Düsseldorf und besuchte ein Studiensemester lang die private Malschule von Willy Spatz. Dort hatte vor ihr die mit ihr bekannte Malerin Emma Ritter ebenfalls studiert. 1907 wechselte sie für ein weiteres Studiensemester zu Robert Engels nach München. 1908 kehrte sie in ihr Elternhaus nach Oldenburg zurück. Bald lernte sie im Freundes- und Künstlerkreis um Bakenhus den Landschaftsmaler Richard tom Dieck kennen, der ihr wichtigster Wegbegleiter, Förderer, Lehrer und enger Freund wurde. Dem unter anderem von Bakenhus und tom Dieck gegründeten Oldenburger Künstlerbund trat sie bei, 1926 außerdem dem Reichswirtschaftsverband bildender Künstler Deutschlands.
Richard tom Dieck und Martens unternahmen einige gemeinsame Studienreisen, die sie zweimal nach Italien, Paris und Wien führten. Die letzte Reise, die beide gemeinsam 1938 unternahmen, führte sie für sechs Wochen abermals nach Italien und über Wien zurück nach Oldenburg. Pläne für eine Reise nach Rom und nach Spanien konnten sie 1939 wegen des Beginns des Zweiten Weltkrieges nicht mehr verwirklichen. Als tom Dieck 1943 gestorben war, schrieb Martens einen Beitrag über Leben und Werk ihres Freundes, der 1948/1949 im Oldenburger Jahrbuch erschien.
Martens malte, skizzierte oder aquarellierte in der freien Natur. Ihr Sujet bildeten vor allem das Oldenburger Land, dessen Moore, Heideflächen, stille Winkel und Holzungen. Ihre Kunst stellte sie in örtlichen und regionalen Ausstellungen aus, etwa 1933 in der Ausstellung „Kunst im Gau Weser-Ems“, auch im Oldenburger Kunstverein.
Anna Martens, zeitlebens unverheiratet, starb im Alter von 85 Jahren und wurde auf dem Gertrudenfriedhof in Oldenburg bestattet.